# Onze-Lieve-Vrouw van de Rozenkranskapel (Wetteren)

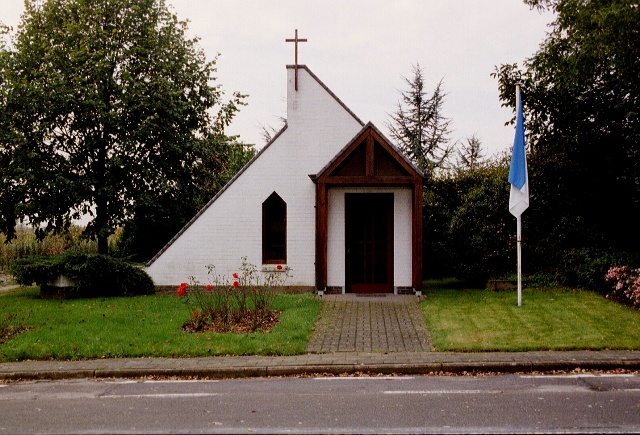
Onze-Lieve-Vrouw van de Rozenkranskapel

De Onze-Lieve-Vrouw van de Rozenkranskapel is een kapel in de Oost-Vlaamse plaats Wetteren, gelegen aan de Smetledeweg.
De kapel fungeert als wijkkapel in de Christus Koningparochie. Hij werd gebouwd in 1988.
Het betreft een moderne betreedbare bakstenen kapel onder schuin aflopend zadeldak, geheel witgeschilderd.